# دم (عضو)

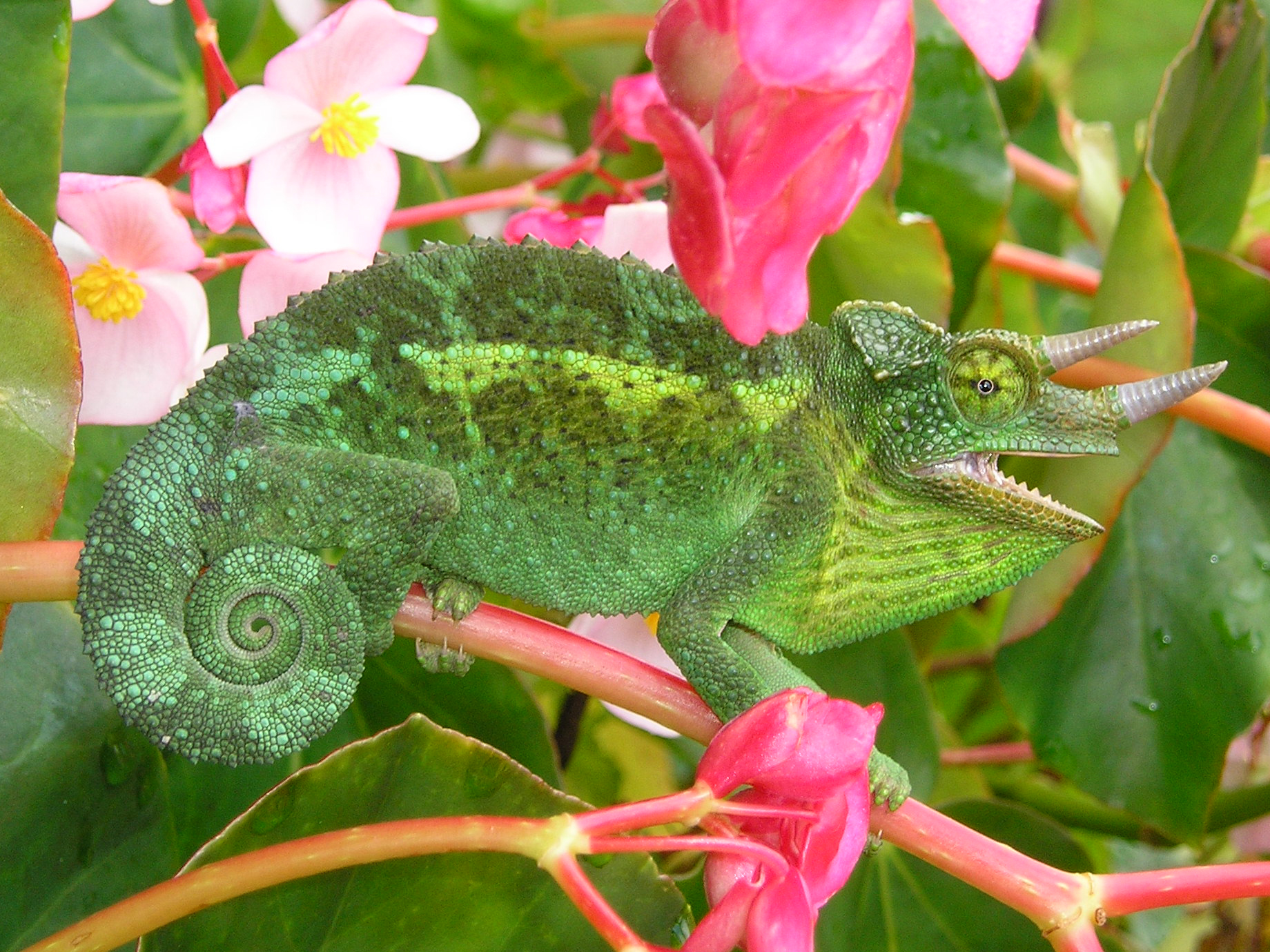
دم مارپیچی آفتاب‌پرست جکسون

دم یک اندام است که در بسیاری از جانوران وجود دارد. دم در انتهای ستون مهره‌ها قرار دارد و از مهره‌های استخوان در دنبالچه به‌وجود آمده است . انتهای دم به شکل دسته‌ای مو در پشت پاها آویخته بوده و در پرندگان به شکل پرهایی که در پایان بدن روییده‌اند، می‌باشد.

## نگارخانه

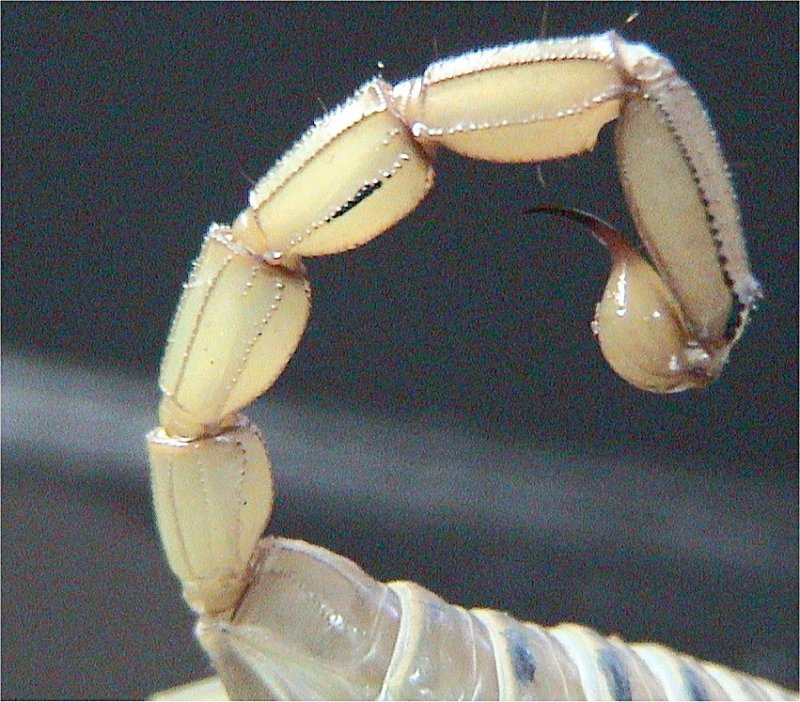
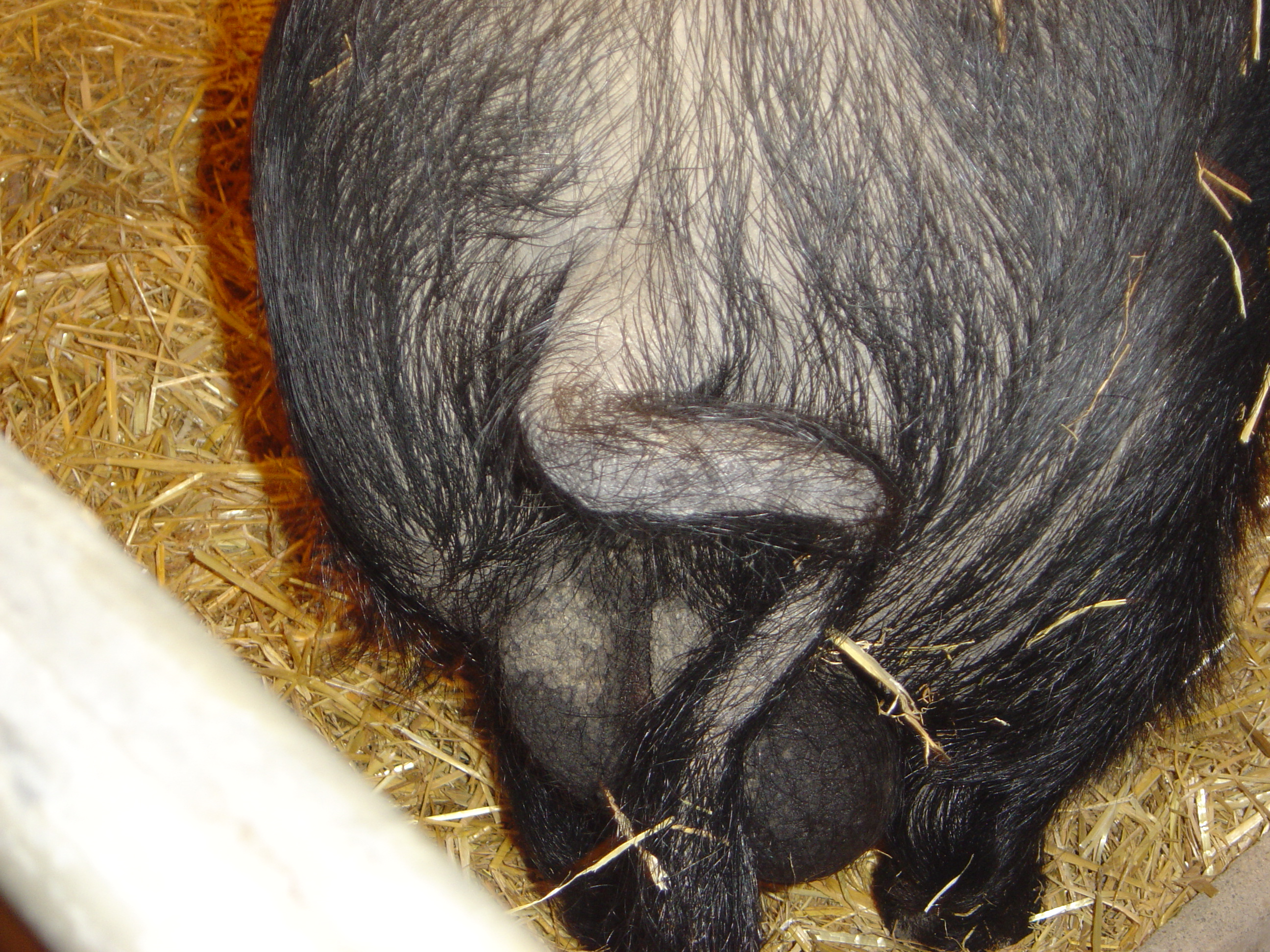
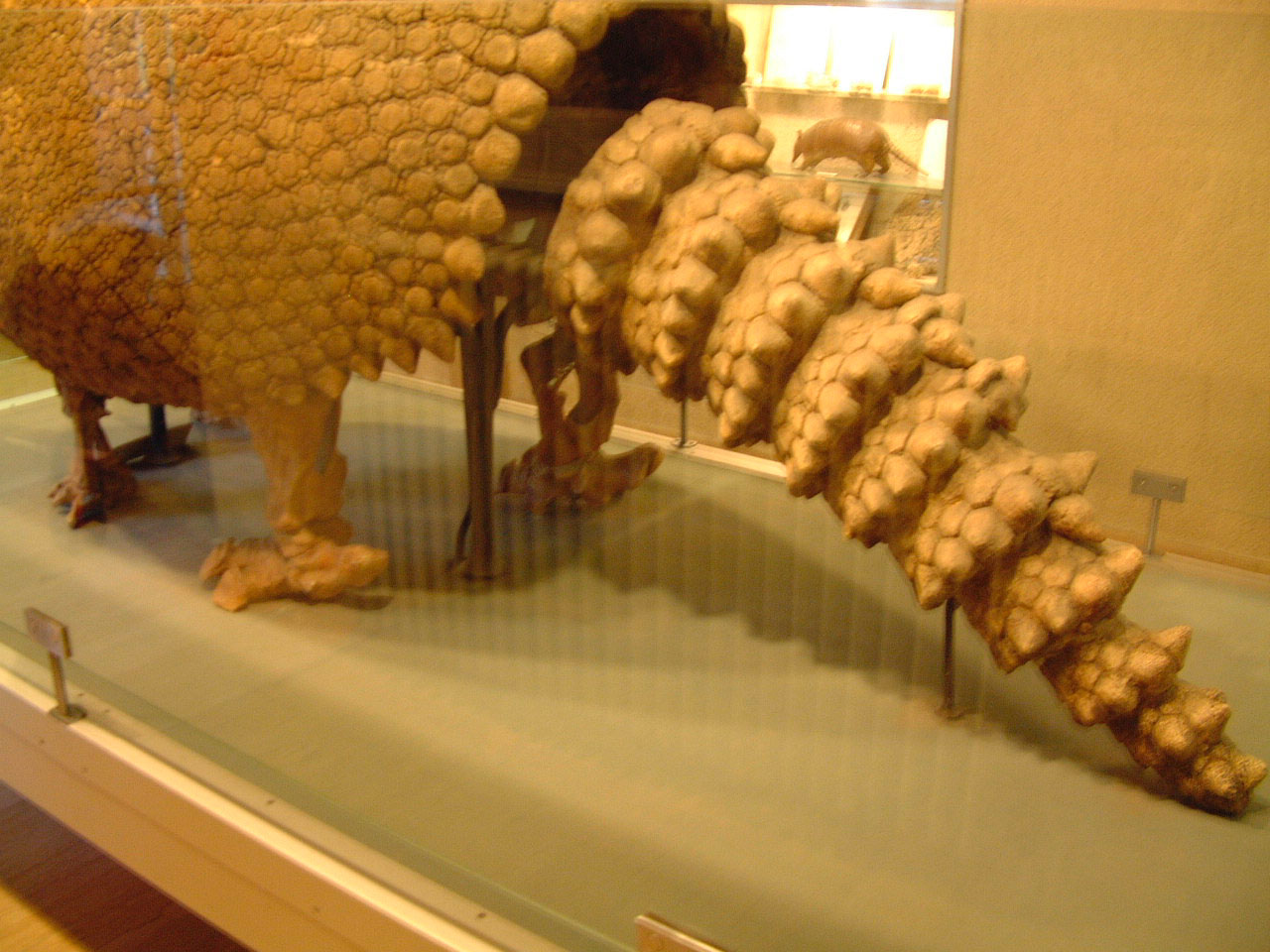
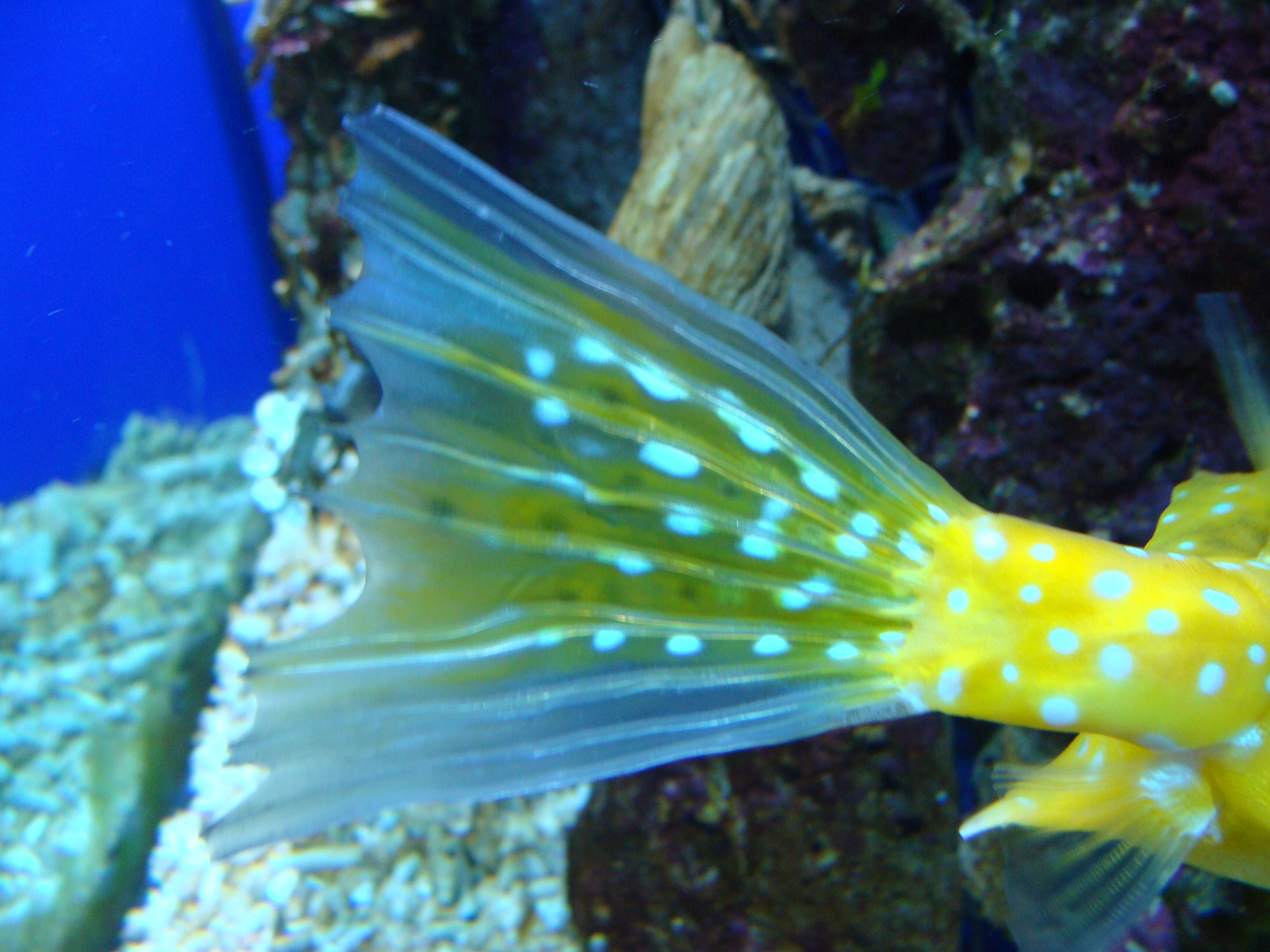
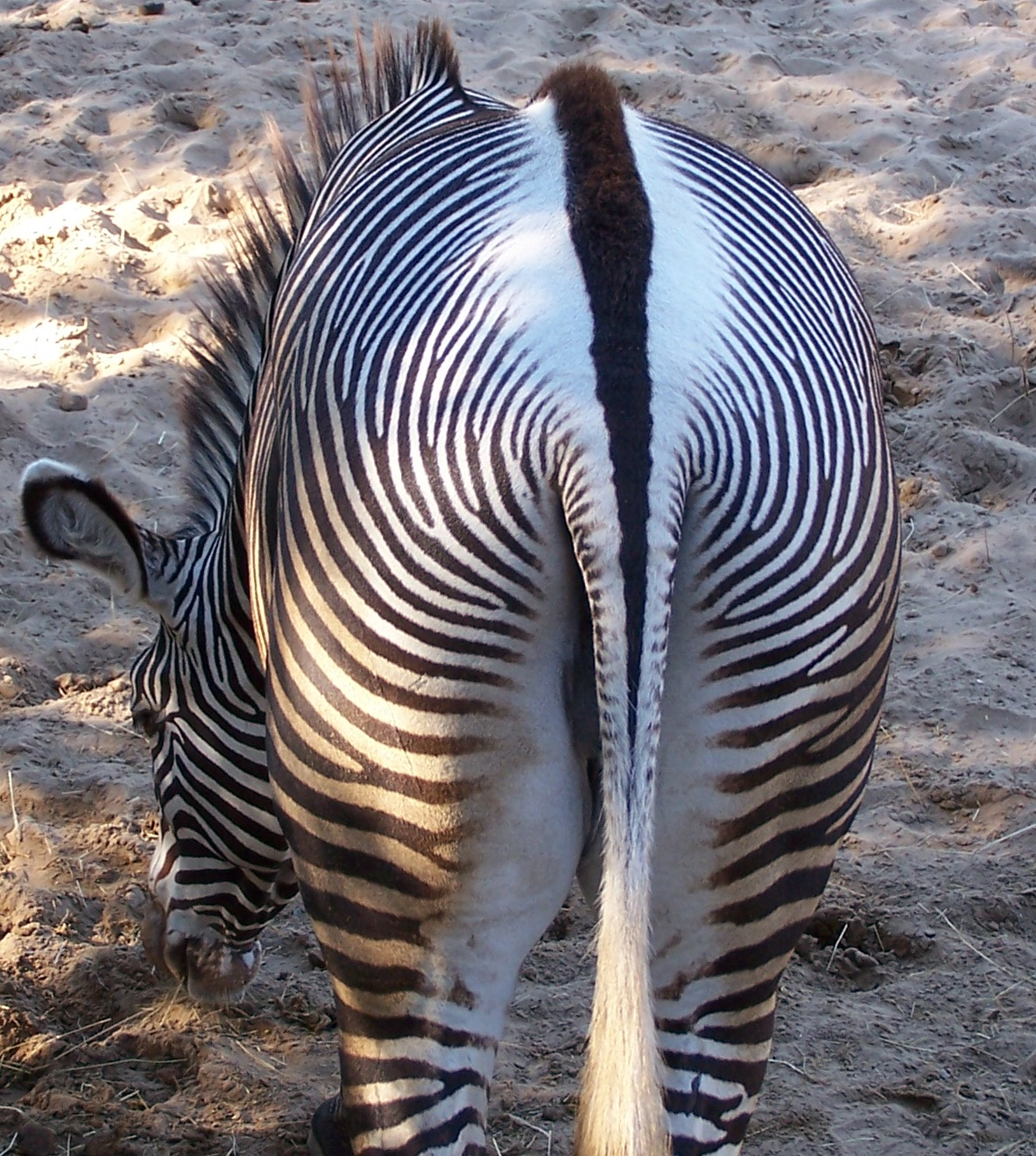
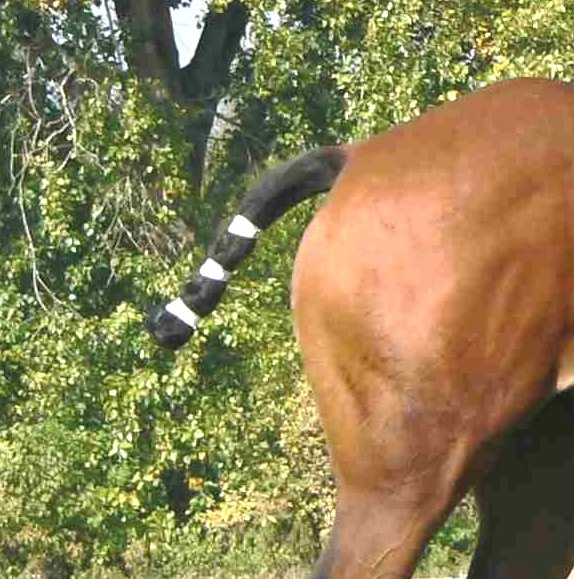
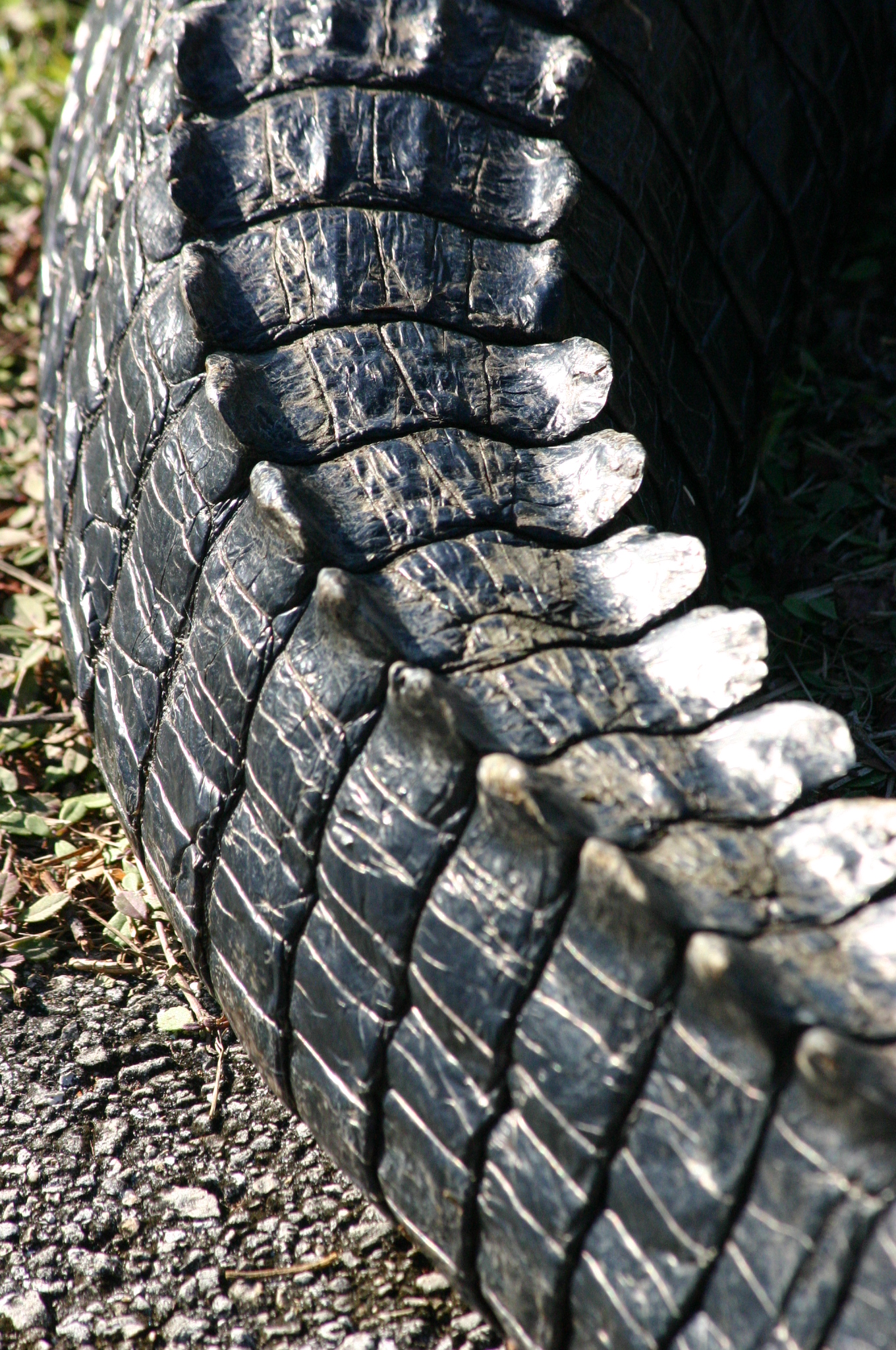
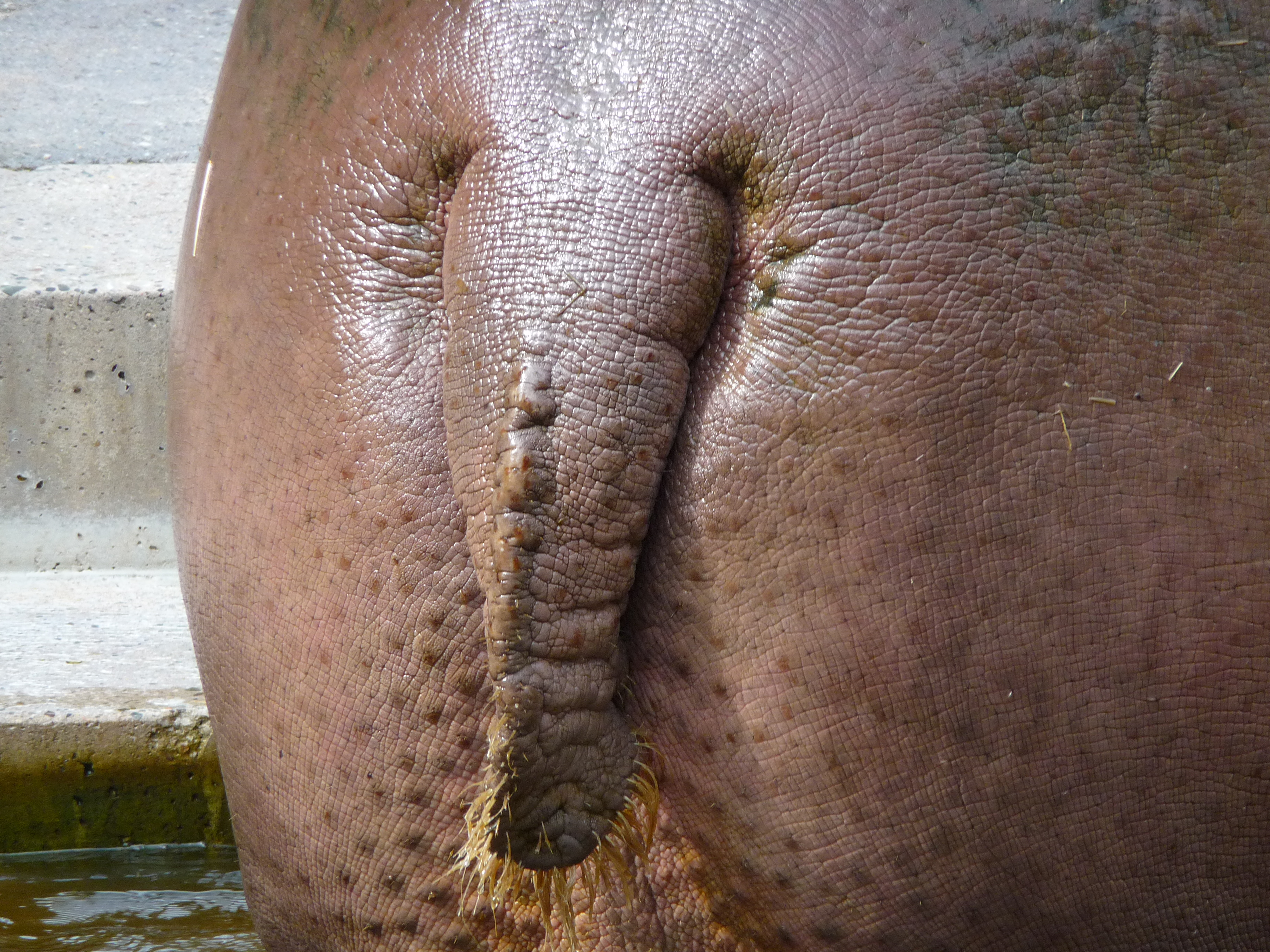